# Olivier Graïne
Olivier Graïne est un sculpteur algérien né en 1967 à Béjaïa originaire de la commune de Ait Yenni dans la Wilaya de Tizi Ouzou.

## Biographie
Olivier Graïne naît à Bejaïa, d'une famille originaire du village de Beni Yenni.
Diplômé de l'École des Beaux-Arts d'Alger, ses œuvres ont notamment été exposées au Centre culturel algérien, dans le cadre de l'exposition In Corpore, en 2009, ainsi qu'à la Fondation Taylor en 2015. Il a également reçu le Prix d'Art de la Fonderie de la Plaine de la Fondation Taylor en 2014,. Il reçoit le Prix Évariste Jonchère de cette même fondation en 2018.
Il réalise en 2021 une statue en pied de Zinédine Zidane inspirée de la composition du David de Michel-Ange.

## Démarche artistique
Graïne s'inscrit dans une tradition de statuaire classique fortement inspirée de la Renaissance italienne. Sa démarche artistique repose sur une maîtrise des techniques et savoir-faire de la sculpture monumentale, dont il défend l'actualité et qu'il s'attache à mobiliser dans son travail. Il réfute pourtant l'idée d'un art figuratif fossilisé dans une tradition caduque, ou d'une pratique artistique qui refuserait l'innovation. La tradition est chez lui renouvelée notamment par l'utilisation de matériaux rares en sculpture classique (cuivre, métal), traités au moyen de techniques qui confèrent texture et grain au sculpté.
Le naturalisme de l'œuvre n'est pas, pour lui, une simple reproduction du réel — contradiction dans les termes en ce que le produit artistique est par définition distinct de la réalité qui l'inspire. L'ouvrage artistique offre d'observer le réel à travers les yeux de l'artiste, par la médiation de sa maîtrise technique. C'est donc une tentative pour partager une perspective sur le monde que propose le travail sculptural. 
Le fait qu'il existe autant de perspectives que d'acteurs ne conduit pourtant pas à une de-spécification de l'artiste. La condition pour transmettre cette perspective est précisément la technique, qui permet cette conversion ontologique de l'esprit à la matière. Si tout le monde peut avoir une perspective idiosyncrasique sur le monde, les conditions de sa conversion en perspective artistique est médiatisé par la compétence technique. 
Soucieux de la dimension matérielle et physique de l'activité artistique, il se montre très critique à l'égard des arts conceptuels dont il récuse la valeur plastique. Son exposition In Corpore s'inscrit en faux avec les arts conceptuels en se centrant sur la mise en scène du corps mobile, du mouvement sculptural. 